# La regina degli scacchi (miniserie televisiva)
La regina degli scacchi (The Queen's Gambit) è una miniserie televisiva statunitense ideata da Scott Frank e Allan Scott, distribuita in streaming il 23 ottobre 2020 su Netflix. La serie è basata sull'omonimo romanzo del 1983 di Walter Tevis. Il titolo originale della miniserie, come quello del romanzo, si riferisce al gambetto di donna, un'apertura scacchistica.
La serie esplora la vita di una bambina prodigio degli scacchi, orfana, di nome Beth Harmon, seguendo le sue vicissitudini dall'età di otto ai ventidue anni, mentre lotta contro la dipendenza da alcol e psicofarmaci nel tentativo di diventare grande maestro di scacchi.

## Trama
La serie inizia ambientata negli anni '50, in un orfanotrofio femminile, dove Beth, bambina di otto anni, incontra Jolene, una ragazza vivace e amichevole di qualche anno più grande; Helen Deardorff è la donna che gestisce l'orfanotrofio e il signor Shaibel, custode dell'orfanotrofio, impartisce a Beth le sue prime lezioni di scacchi. Come era comune negli anni '50, l'orfanotrofio distribuisce quotidianamente pillole tranquillanti alle ragazze, il che si trasforma in una dipendenza per Beth.
Pochi anni dopo, Beth viene adottata da Alma Wheatley e suo marito, che vengono da Lexington, Kentucky. Nella sua nuova casa, Beth decide di iniziare a partecipare a tornei di scacchi. Vince molte partite venendo notata da altri e sviluppa amicizie con diverse persone, tra cui Harry Beltik, Benny Watts e Townes. Lungo la strada, mentre continua a vincere partite e diventa più famosa, diventa anche più dipendente da farmaci e alcol, e inizia a perdere il controllo della sua vita.
Tuttavia alla fine sconfigge il campione del mondo di scacchi russo, Vasily Borgov, a Mosca, in una partita spettacolare, in cui lei effettivamente gioca un gambetto di donna. Il suo trionfo ha vari livelli simbolici: un giocatore di scacchi statunitense sconfigge un grande maestro russo; una donna molto giovane sconfigge un uomo più anziano; una donna si impone in un ambiente dominato dagli uomini.

## Puntate
I titoli delle puntate fanno riferimento a termini scacchistici, nell'ordine ad apertura, cambio, pedone doppiato, mediogioco, forchetta, aggiornamento, finale.

### Aperture
- Titolo originale: Openings

Elizabeth "Beth" Harmon rimane orfana a 9 anni quando la madre muore in un incidente stradale dal quale lei si salva. Viene portata in un orfanotrofio dove alle bambine vengono somministrate pillole tranquillanti per renderle "conformi". Un giorno mentre sta pulendo i cancellini nel seminterrato, Beth scopre il custode, il signor Shaibel, mentre gioca a scacchi. L'uomo, dopo le sue insistenti richieste, accetta a malincuore di insegnarle il gioco. Beth si appassiona ossessionatamente al gioco e migliora rapidamente, grazie alla sua brillante intelligenza e anche ai tranquillanti che, alterandole la mente, le consentono di concentrarsi e rigiocare le partite nella sua testa durante la notte. Beth incontra l'insegnante del club di scacchi del liceo locale che la invita a giocare contro tutta la squadra contemporaneamente. Lei li batte tutti facilmente, commentando in seguito col signor Shaibel il loro gioco rudimentale e quanto sia rinvigorente vincere. Dopo che lo Stato ha approvato una legge che vieta di somministrare tranquillanti ai bambini, Beth inizia a soffrire di astinenza. Viene sorpresa a rubare un barattolo contenente il farmaco proibito e sviene a causa di un'overdose dopo averne ingerite diverse manciate.

### Scambi
- Titolo originale: Exchanges

Dopo l'overdose, a Beth viene proibito di giocare a scacchi. Passano gli anni e Beth adolescente viene adottata dai signori Wheatley. Un giorno Beth viene mandata a fare delle commissioni dalla signora Wheatley e scopre che la madre adottiva usa gli stessi tranquillanti che le davano all'orfanotrofio. Da quel momento la ragazza ricomincia a prendere le pillole di nascosto e torna ad allenarsi la notte con le sue partite mentali. Beth riesce a entrare nel suo primo torneo di scacchi grazie a un prestito di 5 dollari del signor Shaibel. Mentre vince partita dopo partita, Beth inizia a provare dei sentimenti per uno dei suoi ultimi avversari, un ragazzo più grande di nome Townes. Alla fine del primo giorno di torneo, Beth scopre che il signor Wheatley ha abbandonato la moglie e ha paura che per questo verrà rispedita all'orfanotrofio. Ma la signora Wheatley le promette che mentirà per farla rimanere. Durante la partita finale contro Harry Beltik, il miglior giocatore in classifica, Beth inizia ad agitarsi e corre in bagno; dopo aver preso una delle sue pillole, vince facilmente la partita. Quando la signora Wheatley capisce che ogni vincita porterà dei soldi in casa, propone alla figlia di accompagnarla in giro per il paese nei vari tornei.

### Pedoni doppiati
- Titolo originale: Doubled Pawns

La signora Wheatley e Beth arrivano in albergo a Cincinnati. Beth vince il torneo e la madre le chiede il 10% delle vincite quale suo agente, mentre Beth le dà il 15%. Il loro legame si rinforza. Beth continua a saltare la scuola per seguire i tornei in giro per l'America e acquisisce rapidamente riconoscimenti nazionali per i suoi successi. Una volta tornata a scuola, Beth è invitata al suo primo evento mondano dal club delle Mele Verdi. In questa occasione capisce di non avere niente in comune con la tipica cultura delle adolescenti e ne rimane sconvolta. Ruba una bottiglia di alcol nel salone dei suoi ospiti e scappa a casa. Nel 1966 Beth arriva a Las Vegas per gli US Open dove rincontra Townes, diventato giornalista, che sta seguendo l'evento. Townes la invita nella sua camera per farle delle foto e giocare una partita. Beth si imbatte in Benny Watts, un altro giocatore, il quale le fa notare una sua debolezza durante la partita contro Beltik. Beth è presa dallo sgomento e improvvisamente perde sicurezza. Il giorno dopo sperimenta la sua prima sconfitta proprio nella partita contro Watts; il torneo finisce pari e i due si dividono il primo posto.

### Mediogioco
- Titolo originale: Middle Game

Beth si reca a Città del Messico con la signora Wheatley, la quale passa quasi tutto il tempo con Manuel, da anni suo caro amico di penna. Beth gioca contro diversi avversari di livello internazionale, tra i quali un giovane russo di nome Georgi Girev in un incontro che dura due giorni. In ascensore, Beth ascolta la conversazione in russo (lingua che comprende grazie ad un corso che ha seguito) tra il campione del mondo sovietico Vasily Borgov e due associati della sua Federazione. Mentre i due la denigrano, Borgov gli dice che Beth è un'orfana e quindi una sopravvissuta come loro. Anche Manuel abbandona la signora Wheatley proprio come aveva già fatto il marito. Il giorno successivo Beth gioca contro Borgov e dopo uno scambio intenso è costretta a riconoscere la sua superiorità. Tornata in stanza, si accorge che la madre è morta a causa di un'epatite, probabilmente peggiorata per l'abuso di alcol.

### Forchetta
- Titolo originale: Fork

Beth torna in Kentucky e riallaccia i rapporti con Harry Beltik, l'ex campione nazionale che aveva battuto cinque anni prima. Beltik si trasferisce in casa dei Wheatley per fare compagnia ad una Beth ormai rimasta sola e i due passano il tempo ad allenarsi mentre la loro relazione si fa sempre più profonda. A un certo punto però Beltik capisce che l'ossessione per gli scacchi di Beth sarà sempre più forte di qualsiasi legame tra loro. Decide di partire, convinto di aver insegnato a Beth tutto quello che poteva. Nel campionato US del 1967 Beth rincontra l'ex ragazzo prodigio Benny Watts. La sera prima del loro incontro finale, Benny la sfida ad una serie di partite lampo davanti ad un pubblico di appassionati. Benny la batte in tutte le partite senza però rendersi conto che così le ha dato modo di capire tutte le sue strategie. Questo dà l'opportunità a Beth di batterlo rapidamente il giorno dopo e i due discutono il futuro di Beth nelle prossime competizioni internazionali.

### Sospensione
- Titolo originale: Adjournment

Benny invita Beth ad allenarsi per il torneo di Parigi con lui a New York. Mentre è lì, la fa tornare sobria e migliora le sue abilità scacchistiche con l'aiuto di alcuni amici scacchisti. Beth si lega anche a Cleo, una modella che una volta era infatuata di Benny. Quindi, Beth si reca al torneo di Parigi e si fa strada fino alla partita finale con Borgov. Cleo rivela che anche lei è a Parigi e invita Beth a bere qualcosa, facendola ricadere sulla sua dipendenza da alcol e pillole. Beth viene svegliata dopo aver dormito con Cleo, tornando al punto di apertura della prima puntata. Dopo i postumi di una sbornia, perde ancora contro Borgov. Beth torna a casa e ben presto scopre che il padre adottivo è tornato a casa solo per estorcerle denaro facendole comprare la casa. Beth si immerge in una spirale di dipendenza da cui nemmeno Beltik può salvarla e sviene nel suo soggiorno, solo per essere svegliata da Jolene che suona alla sua porta.

### Finale
- Titolo originale: End Game

Jolene arriva e informa Beth che il Signor Shaibel è morto. Entrambe vanno al funerale e Beth torna a vedere l'orfanotrofio, si commuove fino a piangere quando trova un muro di ritagli di giornale che Shaibel aveva fatto per lei, insieme ad una loro foto scattata durante il suo tempo all'orfanotrofio. Finalmente alle prese con il passato, è confortata da Jolene e l'esperienza la aiuta ad andare avanti. Beth rinuncia al suo finanziamento da parte della Christian Crusade dopo che le hanno richiesto una dichiarazione pubblica che non è disposta a dare. Dopo aver ottenuto un prestito da Jolene, Beth va in Russia per giocare nel prestigioso Moscow Invitational. La partita finale è con Borgov e Beth lo sorprende aprendo con il gambetto di donna; la partita viene aggiornata dopo 40 mosse. Quella sera Townes fa visita a Beth nel suo hotel e i due si chiariscono riguardo ai loro sentimenti. Beth riceve una telefonata, è Benny che ha messo insieme una squadra che comprende Beltik e i gemelli. La sua comunità di sostenitori la aiuta ad analizzare la posizione aggiornata della sua partita con Borgov. Beth è grata di ricevere l'aiuto dei suoi amici e prende molti appunti. Quando il gioco riprende il giorno successivo, Beth batte Borgov nella partita aggiornata. Sulla via del ritorno all'aeroporto, scende dall'auto e passeggia per la città trovando un gruppo di anziani che giocano a scacchi all'aperto. Quando capiscono chi è, viene invitata a giocare.

## Interpreti e personaggi

### Principali
- Anya Taylor-Joy interpreta Beth Harmon, la giovane giocatrice di scacchi che è determinata a diventare Grande Maestro.
  - Isla Johnston interpreta la giovane Beth. In italiano è doppiata da Ilaria Pellicone.
  - Annabeth Kelly interpreta Beth a cinque anni.
- Bill Camp interpreta William Shaibel, il custode della Methuen Home for Girls che ha insegnato a Beth a giocare a scacchi.
- Moses Ingram interpreta Jolene, la migliore amica d'infanzia di Beth alla Methuen.
- Christiane Seidel interpreta Helen Deardorff, la direttrice della Methuen Home for Girls.
- Rebecca Root interpreta Miss Lonsdale, la direttrice del coro della Methuen.
- Chloe Pirrie interpreta Alice Harmon, la madre biologica deceduta di Beth.
- Akemnji Ndifornyen interpreta Mr. Fergusson, l'inserviente della Methuen.
- Marielle Heller interpreta Alma Wheatley, colei che insieme al marito Allston ha adottato Beth quando era ancora adolescente.
- Harry Melling interpreta Harry Beltik, uno degli avversari e poi amico di Beth nel Kentucky.
- Patrick Kennedy interpreta Allston Wheatley, marito di Alma e padre adottivo di Beth.
- Jacob Fortune-Lloyd interpreta Townes, un compagno di scacchi per il quale Beth sviluppa un amore non corrisposto.
- Thomas Brodie-Sangster interpreta Benny Watts, uno dei principali avversari e poi amico e mentore di Beth.
- Marcin Dorociński interpreta Vasily Borgov, il giocatore di scacchi campione del mondo e il più agguerrito avversario di Beth.

### Secondari
- Sergio Di Zio interpreta il padre biologico di Beth.
- Dolores Carbonari interpreta Margaret Johnson, una compagna di scuola di Beth. In italiano è doppiata da Chiara Oliviero.
- Matthew Dennis Lewis e Russell Dennis Lewis interpretano Matt e Mike, fratelli gemelli che iscrivono Beth al suo primo torneo di scacchi, per poi diventare suoi amici. In italiano sono doppiati rispettivamente da Emanuele Ruzza e Roberto Fedele.
- Janina Elkin interpreta Mrs. Borgov, moglie e traduttrice di Vasily Borgov.

## Produzione

### Sviluppo
Il 19 marzo 2019 Netflix ha avviato la produzione della serie, originariamente composta da sei puntate. Come regista fu scelto Scott Frank, coadiuvato da Allan Scott. I due sono stati anche produttori esecutivi insieme a William Horberg. Carlos Rafael Rivera ha composto la colonna sonora della serie. L'allenatore di scacchi Bruce Pandolfini e il già campione del mondo di scacchi Garri Kasparov hanno preso parte al progetto come consulenti, a quest'ultimo è stata anche proposta la parte di Borgov, campione del mondo nella serie, che ha dovuto declinare a causa dei suoi impegni. La serie è stata resa disponibile in streaming il 23 ottobre 2020.

### Casting
Con il comunicato stampa di lancio della serie, è stato annunciato che Anya Taylor-Joy sarebbe stata la protagonista. Nel gennaio 2020 è stato riferito che Moses Ingram si era unita al cast, successivamente sono stati pubblicati i nomi degli altri componenti del cast principale: Bill Camp, Thomas Brodie-Sangster, Harry Melling e Marielle Heller.

### Riprese
Le riprese sono iniziate nell'agosto 2019 a Cambridge, in Ontario. Alcune scene sono state riprese anche a Berlino, incluso il Kino International, il Zoologischer Garten Berlin, Humana e il Friedrichstadt-Palast.

### Scenografie
I set ad alto budget sono stati progettati da Uli Hanisch (Babylon Berlin) per ricreare l'era della fine degli anni '50 e '60.

## Accoglienza

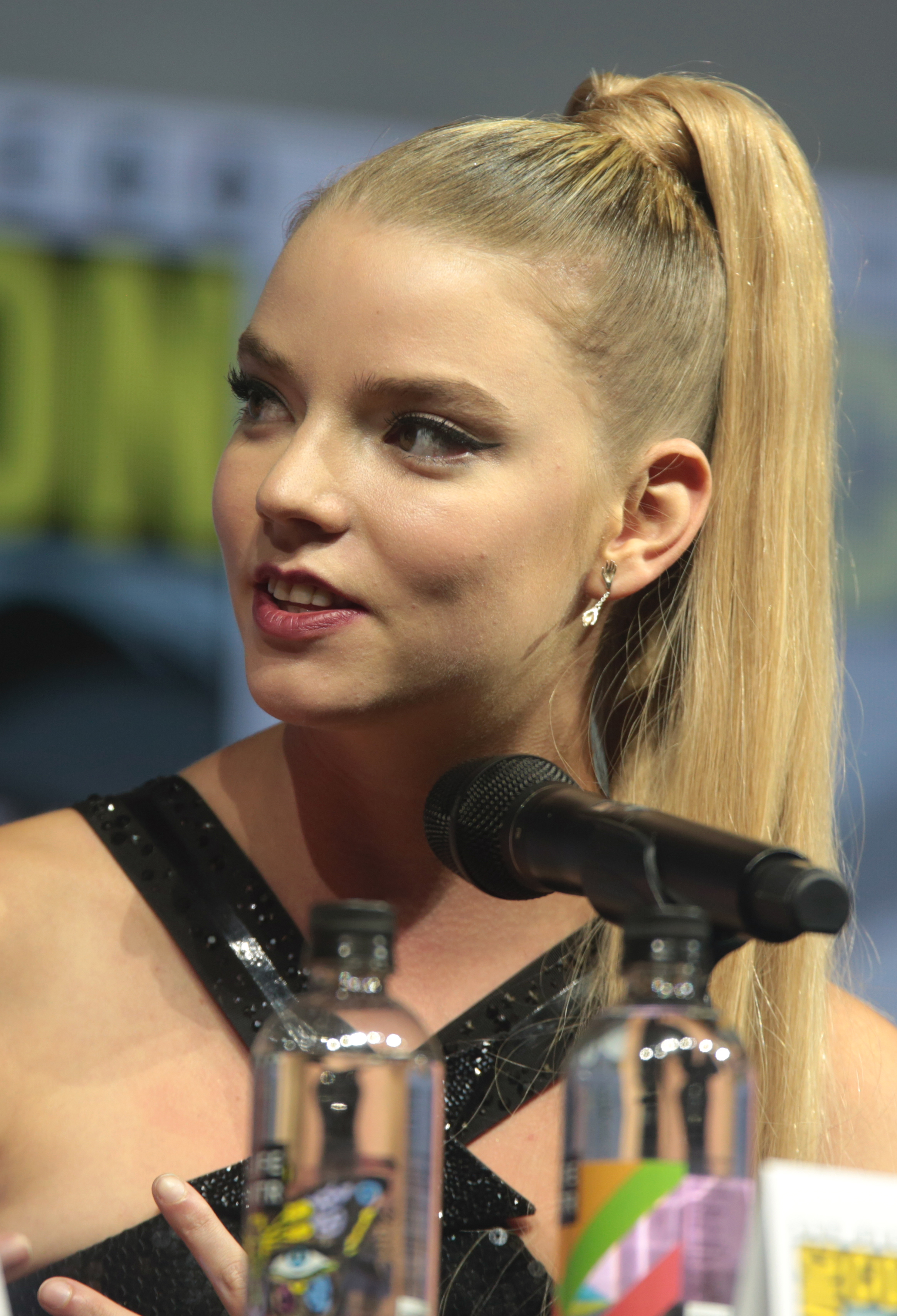
La performance di Anya Taylor-Joy ha riscosso grande successo dalla critica

### Audience
Il 28 ottobre 2020, La regina degli scacchi diventa la serie più vista del giorno su Netflix. A 28 giorni dalla messa in onda è stata vista da circa 62 milioni di persone, classificandosi come la serie esclusiva Netflix con sceneggiatura non originale più vista di sempre.

### Critica
Sul sito web aggregatore di recensioni Rotten Tomatoes, la serie ha ottenuto un punteggio medio di 8,06/10 e una percentuale di approvazione del 99%, basata su 76 recensioni. Il commento del sito recita: «Le sue mosse non sono sempre perfette, ma tra la performance magnetica di Anya Taylor-Joy, la cura ottima nella realizzazione dei dettagli d'epoca e una sceneggiatura emotiva e intelligente, rendono La regina degli scacchi una vittoria assoluta».
Mentre sul sito Metacritic, che usa una media ponderata, ha assegnato alla serie un punteggio medio di 79 su 100, basandosi su 28 critici, indicandone che le «recensioni sono generalmente favorevoli».

### Responso da parte della comunità scacchistica
La serie ha ricevuto elogi dalla comunità scacchistica per la sua rappresentazione del gioco e dei giocatori, il Campione del mondo Magnus Carlsen le ha dedicato un post su Instagram e le ha dato una valutazione di 5/6, definendola «molto godibile» per quanto «un po' troppo irrealistica». Il grande maestro britannico Nigel Short, vicepresidente della Federazione Internazionale degli Scacchi, ha rilasciato su Twitter a Beth Harmon il "certificato virtuale" di grande maestro. È stata, tuttavia, criticata per il fatto che siano state utilizzate esclusivamente partite fra giocatori uomini come base per quelle fittizie al suo interno. La WGM Jennifer Shahade, in un post su Twitter, ha scritto che: «la serie è splendida ma usare alcune partite di donne sarebbe stato fantastico». Ha inoltre fatto riferimento al disappunto di chi scopre che Beth Harmon è un personaggio inventato e che la presenza di partite femminili sarebbe stata «di consolazione per scacchiste realmente esistenti quali Judit Polgár, Vera Menchik o Ljudmyla Volodymyrivna Rudenko».

#### La denuncia di Nona Gaprindashvili
Nel settembre 2021 Nona Gaprindashvili, grande maestro e già detentrice del mondiale femminile ha fatto causa per diffamazione a Netflix per 5 000 000$ per essere stata, assieme ai suoi risultati, offensivamente sminuita, dichiarando che «È stata un'esperienza insultante. È un tirare una riga sulla mia intera vita come cosa non importante». Questo in riferimento al fatto che, nell'ultima puntata della serie, della giocatrice georgiana viene detto che "non ha mai affrontato uomini". Da parte sua Netflix ha espresso il più assoluto rispetto per la giocatrice e per i risultati da lei ottenuti in carriera, negando le accuse e dichiarando che difenderà il caso in maniera «vigorosa». Nel gennaio 2022 è stato annunciato che il caso andrà a processo, mentre nel settembre dello stesso anno è stato riportato come le due parti abbiano invece infine raggiunto un accordo extragiudiziario soddisfacente per entrambe, i termini del quale non sono stati resi pubblici, senza che quindi si renda necessario l'intervento di un tribunale.

## Riconoscimenti (parziale)
- 2021 — Golden Globe[34]
  - Miglior miniserie
  - Miglior attrice in una mini-serie o film per la televisione per Anya Taylor-Joy
- 2021 — Primetime Emmy Awards[35]
  - Miglior miniserie
  - Miglior regia in una miniserie o film per Scott Frank
- 2022 — Grammy Award
  - Candidatura alla miglior colonna sonora per Carlos Rafael Rivera